# Abajo
Abajo – meteoryt kamienny, należący do chondrytów oliwinowo-bronzytowych H5, znaleziony w 1982 roku w Meksykańskim stanie Chihuahua.
Z miejsca spadku pozyskano jak dotąd 332 g materii meteorytowej. Znalezione zostały dwa fragmenty - o wadze: 319 g oraz 12 g. Większy fragment przechowany jest w Muzeum Brytyjskim w Londynie.
Nazwa meteorytu w języku hiszpańskim znaczy "na dole", "na dół", i pochodzi od części nazwy miejscowości Cienega de Ceniceros de Abajo, w pobliżu której został on znaleziony.